# 店头镇 (黄陵县)
店头镇，是中华人民共和国陕西省延安市黄陵县下辖的一个乡镇级行政单位。

## 行政区划
店头镇下辖以下地区：
南川社区、北川社区、七丰村、长墙村、寺湾村、白石村、鲁寺村、张湾村、河腰村、关村、新城村、百子桥村、车村、曹家峪村、集贤村、厚子坪村、瓷窑沟村、腰坪村、洪家院子村、段家湾村、结子沟村、案角村、桃曲村、张庄村、水坪村、新村、潮塔村、高松树村、水沟村、建庄村和芦峪村。